# 九龍政府合署

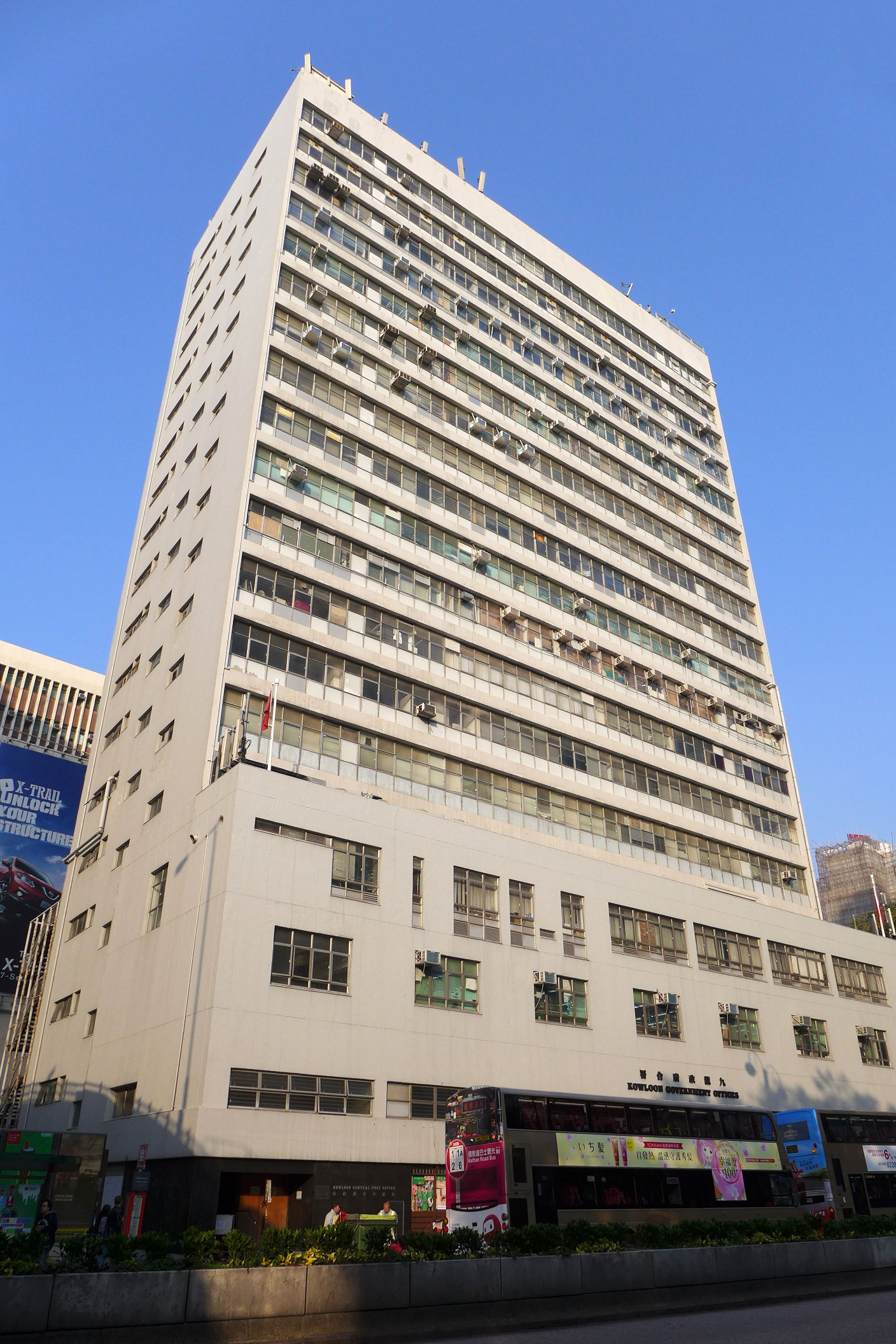
九龍政府合署

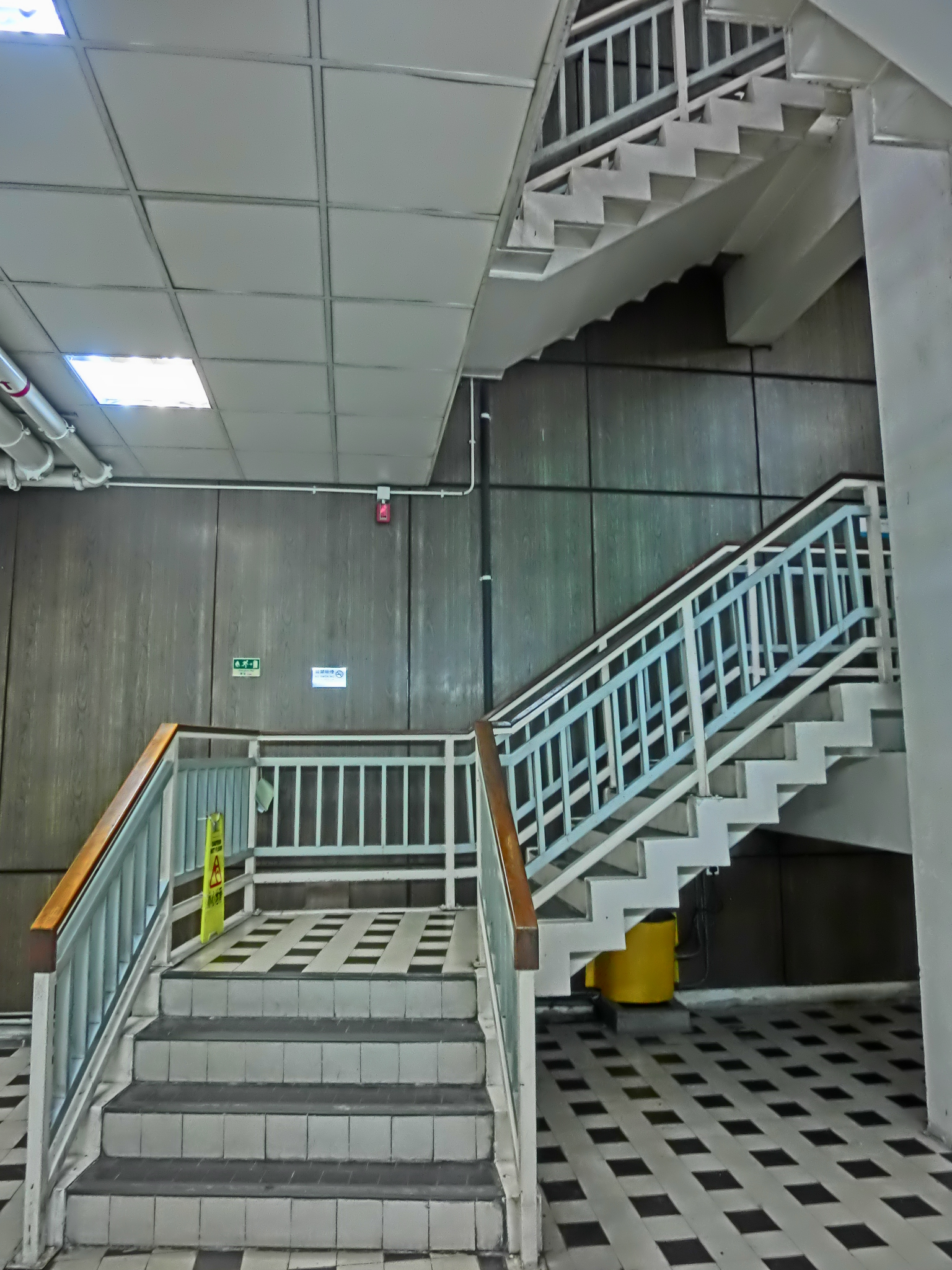
九龍政府合署內的樓梯，保留60年代風格

九龍政府合署（英語：Kowloon Government Offices），是香港的一座政府辦公大樓，位於香港九龍油麻地彌敦道405號，大廈樓高18層，在1967年連同九龍中央郵政局同步落成啟用。大樓曾經進行過外牆翻新工程。
根據原有計劃，為了配合中九龍幹線工程，九龍政府合署將連同油麻地停車場大廈一併清拆，但最後沒有拆卸政府合署大樓。

## 部門
- 九龍中央郵政局（地庫及地下）
- 九龍中央派遞局（1樓及2樓）
- 渠務署土地排水部（3樓、5樓、11樓、12樓及13樓）
- 渠務署九龍及新界南渠務部（3樓、5樓、12樓、13樓及15樓）
- 渠務署新界北渠務部（3樓、5樓、12樓、13樓及14樓）
- 效率促進辦公室1823中心（3樓、6樓及7樓）（已遷往庫務大樓）
- 教育局課程發展處德育及公民教育組（4樓）（已遷往教育局九龍塘教育服務中心）
- 教育人員專業操守議會（7樓）
- 地政總署測繪處九龍大地測量組及九龍地政處契約執行組（10樓）（已遷往西九龍政府合署南座）
- 運輸署九龍區域交通控制中心（16樓及17樓）（已遷往西九龍政府合署南座）

## 突發事件
- 2019年10月，時值香港反修例運動，九龍政府合署多次遭受示威者破壞。

## 資料來源
22°18′34″N 114°10′15″E / 22.309457°N 114.170927°E